# Università tecnologico-umanistica Kazimierz Pułaski di Radom
L'Università tecnologico-umanistica Kazimierz Pułaski di Radom (Uniwersytet Technologiczno-Humanistyczny im. Kazimierza Pułaskiego w Radomiu) è un'università pubblica polacca, situata a Radom, nel voivodato della Masovia.
Fondata nel 1950, con corsi legate all'ingegneria, è intitolata a Kazimierz Pułaski, generale polacco del XVIII secolo. 

## Organizzazione
L'università è organizzata nelle seguenti facoltà:
- Scienza dei materiali e design
- Ingegneria meccanica
- Ingegneria elettrotecnica e dei trasporti
- Economia e scienze legali
- Informatica e matematica
- Arte
- Filologia e pedagogia
- Scienze della salute